# 日野・ブリスカ

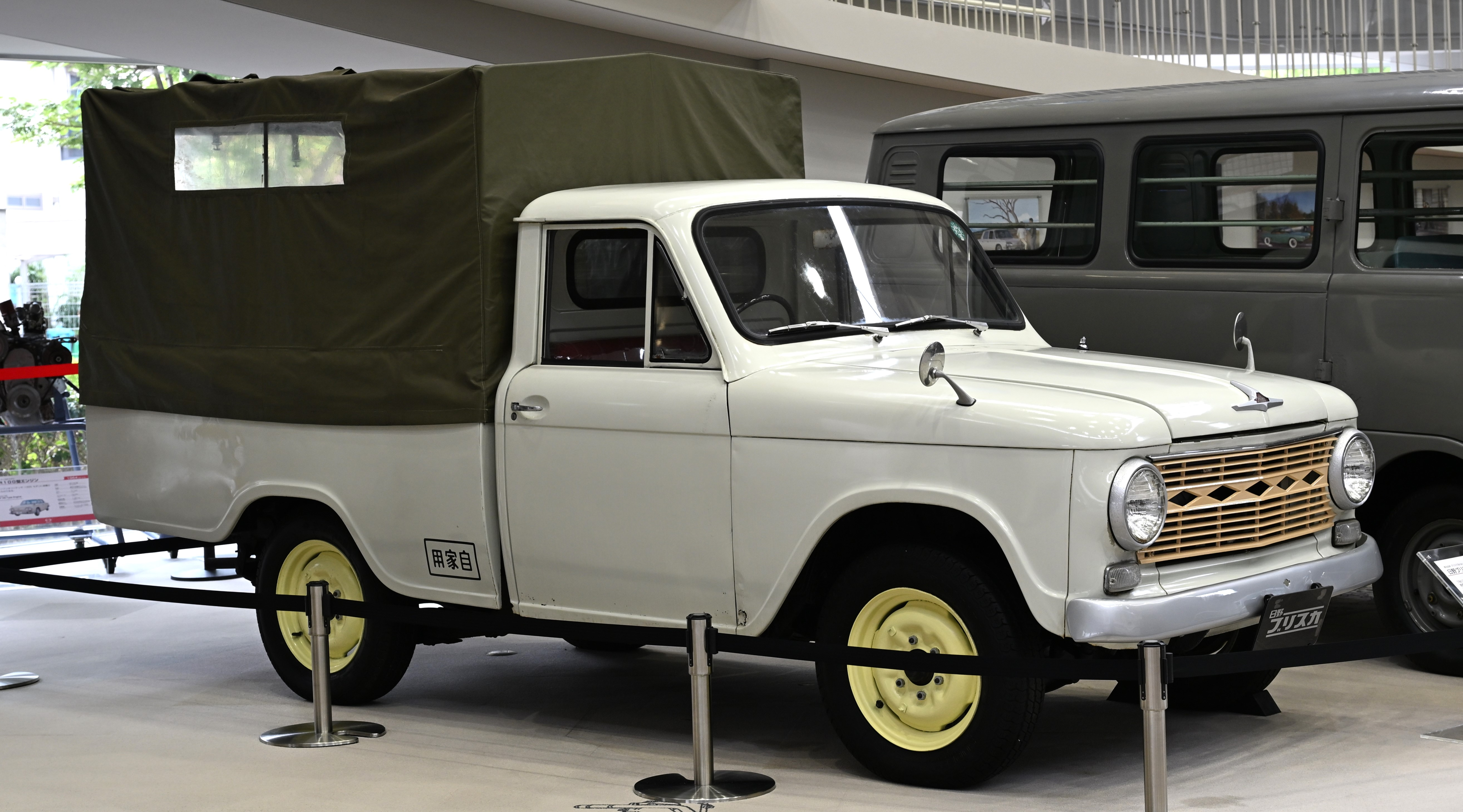
日野・ブリスカ900 FG30
（初代・1962年式）

ブリスカ（Briska）は、日野自動車、およびトヨタ自動車販売（現・トヨタ自動車）がかつて発売していた小型トラックである。

## 概要
1961年（昭和36年）4月発売。
初代コンテッサから流用した893 ccのGP20型エンジンを搭載する。駆動方式は、ルノー流を踏襲したコンテッサのRRに対し、ブリスカでは荷台架装が容易で過積載にも強いFRを採用した。
1962年（昭和37年）に、ダブルキャブの「ピックアップ」と「ライトバン」、「パネルバン」（荷室の窓が無いブラインドバン）を追加する。どのモデルも2ドアで、ピックアップは2列シート6人乗り400 kg積み、バンは6/3人乗り・400/600 kg積みである。
1965年（昭和40年）5月、2代目コンテッサを髣髴させるフロントマスクを採り入れ、H100系へとフルモデルチェンジ。コンテッサ同様、ブリスカのエンジンも1,300 cc（1,251 cc/55 ps）に変更され、車名も「ブリスカ1300」となる。また、先代とは異なり、バリエーションはシングルキャブ3人乗りの「トラック」のみとなった（郵政省向けなどの特装車を除く）。積載量は1 tに拡大し、当時小型トラックの王者であった、ダットサントラックと同じ土俵に上る。
1966年（昭和41年）10月に始まったトヨタ自動車工業（現・トヨタ自動車）との業務提携で、日野は大型車に専念することとなり、翌1967年（昭和42年）5月からブリスカの販売権がトヨタに移行した。
これにより、外観は変わらないものの、利益率の見直し（コストダウン）のため各所に見られた過剰品質が是正され、ピストンリングから小さなボルトに至るまで徹底してトヨタの（トヨタのサプライヤー製）部品に変更するなど、54項目370箇所に上る大変更を受け、「トヨタ・ブリスカ」として再発売される。同時に日野では、後継となるハイラックスの設計・開発が始まる。
1968年（昭和43年）3月、フルモデルチェンジに際し、車名をハイラックスに改称、ブリスカとしての生産・販売を終了（完了）する。

## 車名
車名の由来は、ブリスク（Brisk = 快活な、きびきびした）+カー（Car = 車）から。

## 沿革

### 初代（1961年 - 1965年）
- 1961年（昭和36年）4月 発売。排気量は900 cc。当初は、3人乗り750 kg積みのシングルキャブトラックのみ。
- 1962年（昭和37年） 6人乗りピックアップとライトバンを追加。

### 2代目（1965年 - 1968年）
- 1965年5月（昭和40年） フルモデルチェンジでブリスカ1300となり、積載量も1tに拡大。
- 1967年5月（昭和42年） 販売権をトヨタ自動車販売（現・トヨタ自動車）へ移譲し、車名を「トヨタ・ブリスカ」とする。
- 1968年3月（昭和43年） 生産、および販売終了。後継はハイラックスとなる。

## 関連リンク
- トヨタ自動車75年史　ブリスカ